# ويلهلم هيرمان بارث
ويلهلم هيرمان بارث (بالدنماركية: Wilhelm Herman Barth)‏ هو عالم موسيقى وملحن دنماركي، ولد في 27 أبريل 1813، وتوفي في 1 أغسطس 1896.